# Masacre de Alía
La masacre de Alía consistió en la ejecución extrajudicial de un grupo de personas sospechosas de colaborar con la guerrilla antifranquista por parte de agentes de la Guardia Civil, el 16 de agosto de 1942. Las víctimas fueron 24 habitantes de las localidades extremeñas de Alía y La Calera, que fueron asesinadas en un descampado de la primera.

## Antecedentes

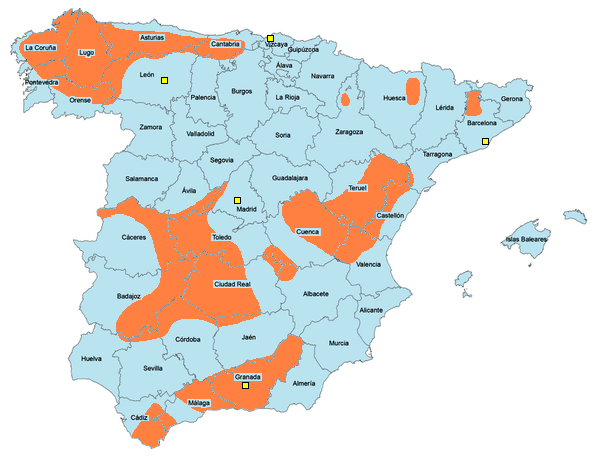
Áreas de actuación del maquis.

Durante la guerra civil y sobre todo tras la victoria franquista en 1939, los «huidos» constituyeron en diversos puntos de España movimientos guerrilleros con el ánimo de obstruir la consolidación de la dictadura de Francisco Franco y, en última instancia, derrocarla. Paralelamente, el exilio republicano en Francia se vio sorprendido por el estallido de la Segunda Guerra Mundial, y al producirse la ocupación del país galo por las fuerzas del Eje, muchos excombatientes pasaron a engrosar las filas de la resistencia francesa, considerando aquella lucha un preludio del combate para liberar España.
En el transcurso de la conflagración global, los republicanos españoles vieron crecer sus expectativas de una intervención aliada contra Franco. Así, se incrementaron las actividades del maquis, cuyas partidas se organizaban siguiendo las órdenes que desde el exterior cursaban los anarquistas, el Partido Comunista de España y el Partido Socialista Obrero Español. El gobierno franquista replicó con un recrudecimiento de la represión en las zonas afectadas por aquellas y la promulgación en 1941 de la Ley de Seguridad del Estado, precedente de la Ley de Bandidaje y Terrorismo de 1947.
En la provincia de Cáceres, la insurgencia republicana tenía a su mayor enemigo en el teniente coronel Manuel Gómez Cantos, jefe de la Comandancia de la Guardia Civil conocido por sus métodos expeditivos. El 8 de diciembre de 1940 hizo fusilar en Logrosán a 28 personas elegidas al azar entre los vecinos con pasado izquierdista, como represalia por el paso por la zona de la unidad guerrillera del comunista Pedro José Marquino Monje «Francés» y en prevención de que los aldeanos desearan apoyarlos.

## La masacre
A principios del mes de agosto de 1942, los hombres del «Francés» asaltaron sin oposición el pueblo de La Calera –pedanía de Alía– y cometieron agresiones contra varios vecinos derechistas, llegando a herir gravemente al alcalde pedáneo de la localidad. Además, requisaron diversos enseres y víveres, así como 20 000 pesetas, y regresaron con ellos a la sierra de Guadalupe. Enterado de la incursión, Gómez Cantos trasladó su cuartel general a Guadalupe y, junto a su lugarteniente el capitán Emiliano Planchuelo y un destacamento, se presentó en Alía –el día 16 según Chaves Palacios (2005), el 26 de acuerdo a Casanova, Espinosa Maestre y Mir Curcó (2002) y el 28 en palabras de García Carrero (2012)–. Inmediatamente redactó una lista de vecinos de la localidad y de la cercana La Calera, compuesta de nuevo por personas de historial republicano sin conexión con el incidente, que fueron convocados en la casa cuartel «para arreglar papeles». Los ciudadanos requeridos acudieron al llamamiento, solo para terminar siendo conducidos a un descampado a las 10 de la mañana y ejecutados con la intención de mantener aterrorizada a una población susceptible de simpatizar con los guerrilleros.
Los cadáveres de los represaliados fueron trasladados al cementerio de Alía, y aquellos, inscritos en las actas de defunción como fallecidos por «acción de guerra», un eufemismo recurrente para la ejecución en el Registro Civil franquista. La mayoría tenían como oficio la labranza, con la excepción de la única mujer, Vicenta Fernández Gonzalo, que era ama de casa, y Pedro Jiménez Rubio, que se desempeñaba como carpintero. Al igual que en la fecha del suceso, existe disparidad en la cifra de fallecidos, y mientras Fontana (2017) cuenta 26 personas asesinadas, Casanova et al. y Chaves Palacios ofrecen un número de 24, que este último cita por sus nombres y edad:
| Juan Barroso Gil                | 40 | La Calera |
| Paulino Belvís Yelmo            | 39 | La Calera |
| Vicenta Fernández Gonzalo       | 49 | Alía      |
| Francisco Fernández Masa        | 50 | Alía      |
| Félix Fernández Ribero          | 33 | Alía      |
| Anastasio Fernández Rodríguez   | 41 | Alía      |
| Filomeno Gamino Fernández       | 49 | Alía      |
| Manuel Gamino Fernández         | 30 | Alía      |
| Basilio Gamino Morales          | 59 | Alía      |
| Ciriaco Gonzalo Campos          | 50 | Alía      |
| Félix Gonzalo Fernández         | 37 | Alía      |
| Higinio Gonzalo Fernández       | 17 | La Calera |
| Vicente Gonzalo Huertas         | 35 | La Calera |
| Julián Gonzalo Ribero           | 18 | Alía      |
| León Gonzalo Ribero             | 59 | Alía      |
| Pedro Jiménez Rubio             | 34 | La Calera |
| Casimiro Jiménez Salas          | 54 | La Calera |
| Justo López Gonzalo             | 18 | Alía      |
| Fernando López Lucas            | 36 | La Calera |
| Leoncio Masa Rodríguez          | 49 | Alía      |
| Miguel Moyano Bravo             | 35 | La Calera |
| Catalino Moreno Poderoso        | 53 | Alía      |
| Luis Poderoso Pereira           | 33 | La Calera |
| Silverio Yelmo Moyano           | 52 | La Calera |
| Fuente: Chaves Palacios (2005). |    |           |

Juan Rodríguez Álvarez, a la sazón cabo y conductor del coche de Gómez Cantos, afirmó años después que el mismo día de los fusilamientos en Alía fue arrestado cuando intentaba interceder Julio Fernández Fernández, hijo de los ajusticiados Vicenta Fernández Gonzalo y Francisco Fernández Masa. Aquel hombre era falangista y veterano de la guerra civil agraciado incluso con una Medalla Militar Individual, pero eso no impidió que Gómez Cantos lo torturase durante dos días en la Comandancia de Cáceres en busca de información sobre los maquis, antes de ejecutarlo en el mismo lugar que a sus padres, según Rodríguez Álvarez.

## Consecuencias
Los implacables procedimientos de Gómez Cantos tuvieron el efecto contrario al deseado, y se tradujeron en un aumento exponencial de los ataques de la guerrilla, enfervorecida asimismo por el retroceso en Europa de las tropas del Eje. Sin embargo, los mandos superiores parecían satisfechos con esta conducta, como demuestran las sucesivas recompensas que le fueron concedidas en forma de condecoraciones: en 1943, el teniente coronel recibía la Gran Cruz del Mérito Militar con distintivo blanco y la Cruz de la Orden de San Hermenegildo, y al año siguiente la Placa de aquella misma orden.
La impunidad de Gómez Cantos tocó a su fin en 1945, cuando el 18 de abril mandó fusilar en Mesas de Ibor a tres agentes bajo su mando por «cobardía ante el enemigo», denegándoles incluso confesarse antes. Este hecho hizo que el obispo de Coria Francisco Barbado Viejo presionase por su procesamiento ante el influyente arzobispo de Toledo y primado de España, Enrique Plá y Deniel. Como resultado, fue apartado de la comandancia, juzgado por un consejo de guerra y condenado por abuso de autoridad, y aunque no llegó a cumplir la totalidad de su condena a un año de prisión militar, terminó por abandonar al poco tiempo el servicio activo para pasar voluntariamente al retiro.